# Terminalia obidensis
Terminalia obidensis är en tvåhjärtbladig växtart som beskrevs av Adolpho Ducke. Terminalia obidensis ingår i släktet Terminalia och familjen Combretaceae. Inga underarter finns listade i Catalogue of Life.